# Das Gegebene
Als das Gegebene  bezeichnet man in verschiedenen Schulen der Kultur- und Geisteswissenschaften einen Aspekt der Erkenntnis, nämlich die Gesamtheit dessen, was einem Bewusstsein als Gegenstand gegenübersteht oder gegenüberstehen kann und in bestimmtem Beziehungen zu Bewusstseinsinhalten steht. In lateinischer, neuzeitlicher Literatur findet sich auch der Ausdruck datum. Eine wichtige Rolle spielt die Vorstellung des Gegebenen als „unverfälschter“, aber eben auch noch unbegriffener Rohstoff der Erkenntnis. In der deutschsprachigen Philosophie des späten 19. und des frühen 20. Jahrhunderts und dann in der analytischen Philosophie, bezeichnet das Gegebene den wesentlichen Bestandteil eines Modells von fundamentionalistischen Erkenntnistheorien, einschließlich naiver empiristischer Standpunkte. Prominent ist die Kritik dieser Gegenüberstellung durch Wilfrid Sellars als „Mythos des Gegebenen“.  

## Geschichte
Die Begriffsbildung des Gegebenen erfolgte in Anknüpfung an die Auszeichnung der res cogitans durch René Descartes (1596–1650). – Infolge des systematischen Zweifels am Erkennen der Wahrheit (Skeptizismus) und angesichts neuer Erkenntnisse zu den bisher unklaren Begrifflichkeiten des Leib-Seele-Problems war Descartes bemüht, verlässliche Grundlagen für eine an den wissenschaftlichen Fortschritten orientierte Wahrheitssuche zu finden. Während die frühere deduktive Auffassung der Wahrheit auf Anschauung und Kontemplation beruhte, wurde in der Neuzeit seit Francis Bacon (1561–1626) und Galileo Galilei (1564–1642) das Experiment zur Grundlage der Forschung und gleichzeitig damit auch die induktive Methode zur Quelle wissenschaftlicher Erfahrung. Descartes leitete seine Methode bewusst von den Entdeckungen Galileis ab.(b), (d) Indem Descartes neue Begriffe einführte wie die der verlässlichen und beharrenden Substanzen des Leibs (res extensa) und der bewusstseinsbildenden leib-seelischen Funktionen des Denkens (res cogitans) sollte eine Alternative zu dem rein ontologischen Standpunkt von Leib und Seele geschaffen werden. Durch die Maxime cogito ergo sum („Ich denke, also bin ich“) wurde der rein ontogologische Standpunkt umgekehrt, wonach das Denken wie jede andere Tätigkeit aus dem Sein zu folgern ist (agere sequitur esse). Dies war gleichzeitig der Ausgangspunkt für eine Subjektivierung der Erkenntnisprozesse („Ich denke“).
Spätestens seit Immanuel Kant ist jede sinnliche Voraussetzung des Erkennens, die nicht auf das Denken zurückgeführt werden kann, „gegeben“. Kant unterscheidet in der Kritik der reinen Vernunft zwischen Sinnlichkeit und Verstand als Quellen der Erkenntnis. Das Gegebene bezeichnet daher sowohl die Sinnesdaten, als auch die Struktur der Sinnlichkeit a priori. Im Deutschen Idealismus kommt es jedoch bereits zu einer Zurückweisung jeder Vorstellung eines vorgefundenen Gegenstands des Erkennens, der ohne aktive Mitwirkung des Erkennenden zustande kommt. Nach Johann Gottlieb Fichte ist alles innerhalb der Erkenntnis mit einer „Setzung“ des Subjekts verbunden bzw. ganz auf diese zurückzuführen. Um einen Ausgleich bemüht sich der Neukantianismus, der diese Reduktion auf das Subjekt teilweise zurücknimmt. Nach Heinrich Rickert ist „Gegebenheit“ eine zwar auf das Erkenntnissubjekt bezogene Kategorie oder Form des Erkenntnisinhalts, der Inhalt wird aber nicht von diesem hervorgebracht.